# Eric Singer
Eric Singer, właśc. Eric Doyle Mensinger (ur. 12 maja 1958 w Cleveland) – amerykański muzyk, piosenkarz i instrumentalista.
W latach 1991–2023 z przerwami członek zespołu rockowego Kiss. W latach 1991–1995 i 2000–2008 perkusista Alice’a Coopera. Od wczesnych lat 90. tworzy także w ramach autorskiego projektu E.S.P. (Eric Singer Project), a od 2015 gra w projekcie solowym Paula Stanleya Soul Station. Współpracował ponadto z wykonawcami, takimi jak: Lita Ford, Gary Moore, Black Sabbath, Badlands i Avantasia.

## Instrumentarium
| Bębny Pearl Masters MCX“The Mirror Ball Kit” - 24x15- bass drum (x2) - 8x7- rack tom - 10x8- rack tom - 12x8- rack tom - 13x8.5- rack tom - 14x14- floor tom - 16x16- floor tom - 18x16- floor tom - 14x6.5- Free Floating snare (maple) |  | Bębny Pearl Reference Series3D Bubble Wrap - 24x15- bass drum (x2) - 8x7- rack tom - 10x8- rack tom - 12x8- rack tom - 13x8.5- rack tom - 16x16- floor tom - 18x16- floor tom - 14x6.5- Free Floating snare (maple) |  | Osprzęt Pearl - C1000 straight stand x 5 - B2000 heavy boom stand - H2000 hi-hat stand - S2000 snare stand - P2000B pedal x 2 - CH70 cymbal holder - T2000 double tom stand - 75X cowbell holder - HA100 BD/HH attachment |

| Talerze perkusyjne Zildjian - 14" Avedis Rock Hi-Hat x1 - 21" K Custom Hybrid Ride x1 - 19" Z3 Medium Crash x8/8" Splash - 16" Oriental China Trash x1 - 9,1 / 2" Zil-Bel X1 - 8" A Custom Splash x1 - 6" A Custom Splash x1 - 12" Z3 Splash x1 |  | Pałki - Zildjian Eric Singer Signature Sticks |

## Filmografia
| Tytuł                                                              | Rok  | Rola                 | Uwagi                                        | Źródło |
| ------------------------------------------------------------------ | ---- | -------------------- | -------------------------------------------- | ------ |
| „Koszmar z ulicy Wiązów V: Dziecko snów”                           | 1989 | jako członek zespołu | horror, reżyseria: Stephen Hopkins           | [ 8 ]  |
| „You Wanted the Best... You Got the Best: The Official Kiss Movie” | 2015 | jako on sam          | film dokumentalny, reżyseria: Alan G. Parker | [ 9 ]  |
| „Hired Gun”                                                        | 2016 | jako on sam          | film dokumentalny, reżyseria: Fran Strine    | [ 10 ] |